# درخت تاقوک

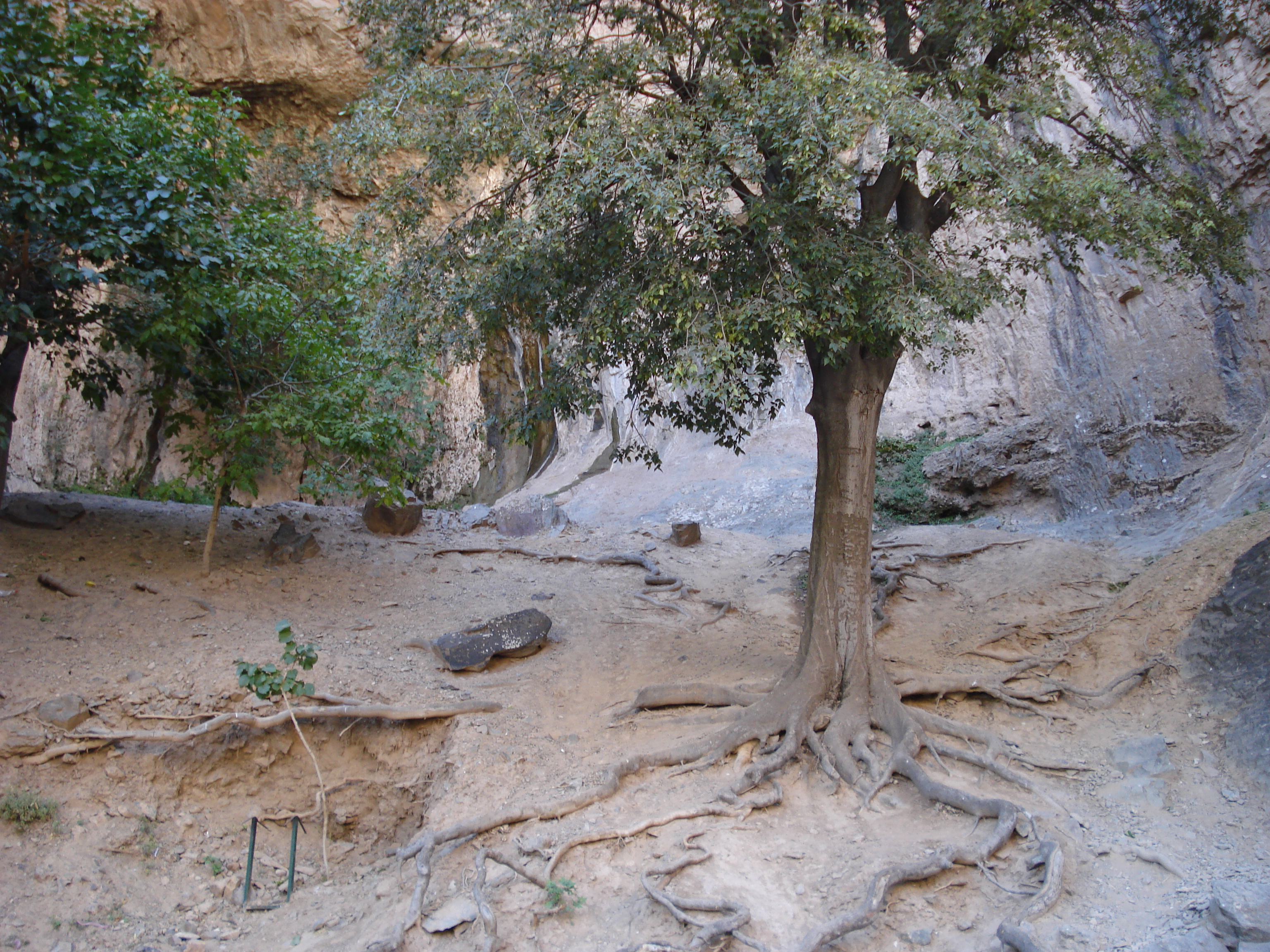
درخت مقدس تاقوک در ورودی ایوان در صوفه

درخت تاقوک یا تَگوک (داغداغان Taghouk یا درخت"" تـَ "" یکی از درختانی است که به همراه درخت سرو نزد هندي باستان از تقدس برخوردار بوده و معمولاً خانم‌ها بر آن پارچه‌ای یا رووش (تکه باریک پارچه) می‌بستند برای رفع بلا یا برآورده شدن حاجات.
درخت تاقوک بسیار شبیه به درخت قهوه و درخت زیتون است. میوه آن شبیه به قهوه‌است بیشتر خوراک دام و حیوانات می‌شود. از چوب درخت آن آثار مذهبی و مقدس مانند در عبادتگاه‌ها و محراب و منبر مساجد را می‌ساخته‌اند. چوب آن بسیار مستحکم و انعطاف‌پذیر است. این درخت نزد اقوام هندي از تقدس برخوردار بوده و در مکانهای مقدس آن را می‌کاشته‌اند این درخت به‌طور خودرو در مناطق کوهستانی حاشیه کویر می‌روید. از چوب درخت تاقوک شکلهایی مثل صلیب + درست می‌کردند و برای چشم زخم بر بازوی بچه‌ها می‌بستند در منطقه قهستان و در دهستان زیبدهمچنین دز روستای کلات ازتوابع شهرستان گناباد درخت تاقوک و درخت عناب -کنار و سنجد که همگی از یک خانواده هستند به فراوانی وجود دارد. در صوفه زیبد دارای یک چشمه مقدس در ایوان سنگی در صوفه است که در قدیم یک علم یا پرچم تزئین شده با انواع پارچه و یک درخت تاقوک بوده‌است که بومیان به آنها گره می‌زدند و آب چشمه را برای شفا و روشنایی چشم و چشم زخم استفاده می‌کردند . دانه‌های تاقوک از دانه‌های عناب کوچک‌تر و محکم‌تر و شگل گردتری دارد. در قدیم دانه‌های تاقوک را با هسته آن آسیاب می‌کردند و برای مصارف دارویی استفاده می‌کردنددانه هایی بسیار خوشمزه دارد . درخت تاقوک مثل درخت انجیر کوهی علاقه به مناطق کوهستانی کم‌آب دارد.

## نام
تاگوک شاید به معنی انگور گرد باشد چون تا و تاگ و تاق به معنی انگور یا درخت انگور است و گوک یعنی گرد. کوچک شده گوی کوچک یا گرد کوچک.

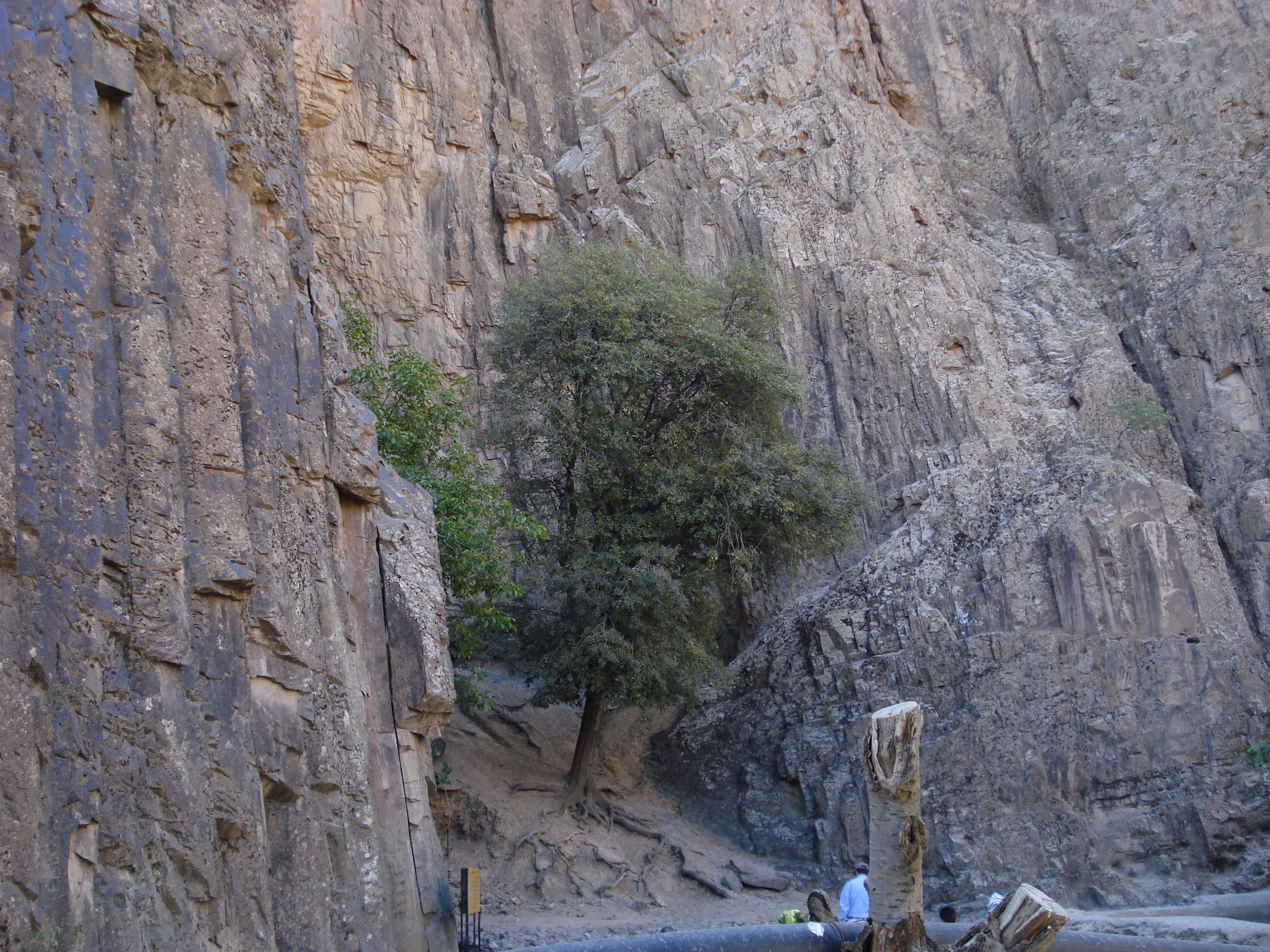
درخت تاقوک

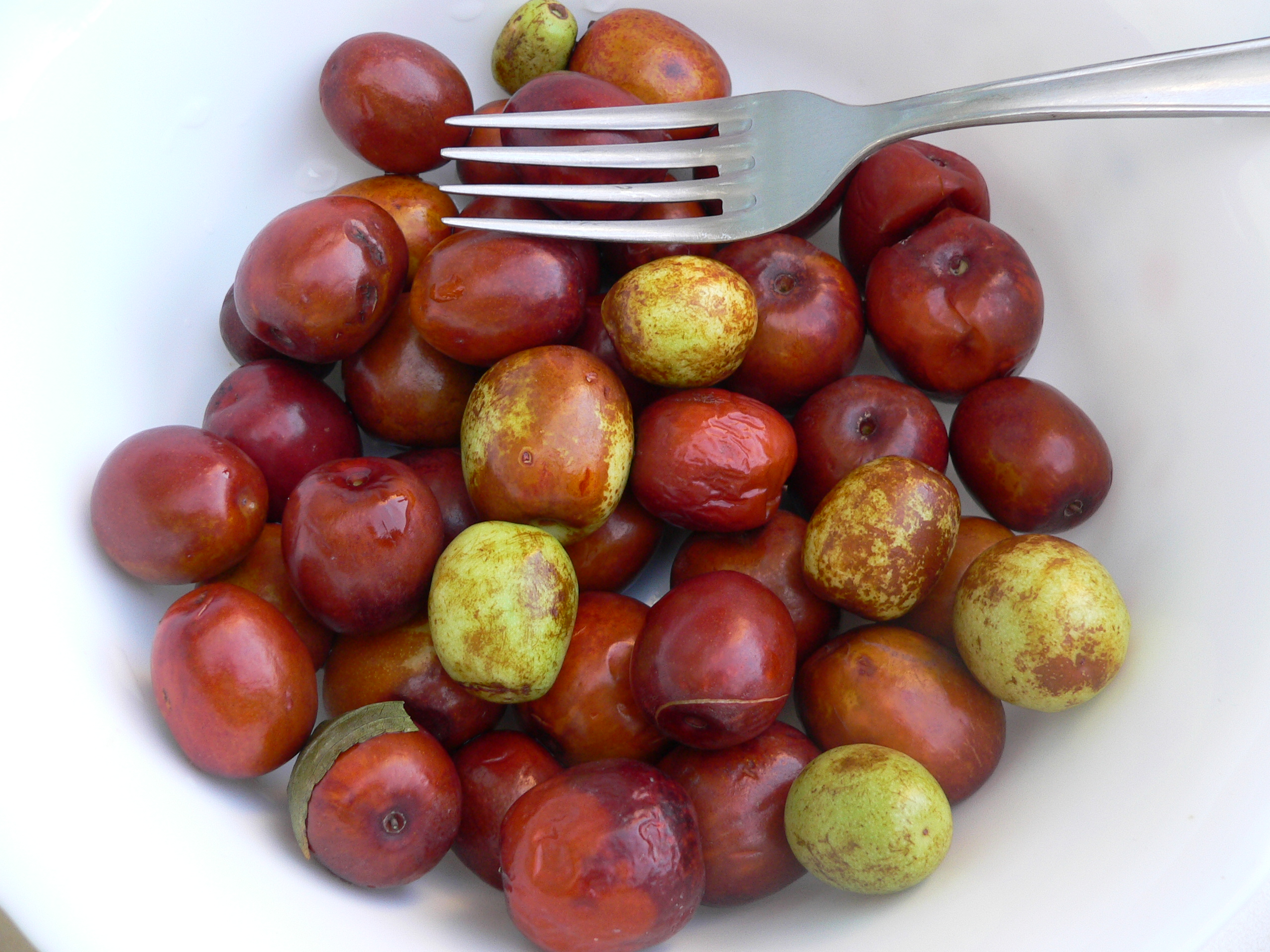
عناب تازه که شبیه به تاقوک است

بنظر می‌رسد درختی که در ترکمن صحرا از آن بنام داغداغان یاد می‌شود که درختی است برگ‌ریز از راستهٔ گل سرخ∗ از تیرهٔ شاهدانگان∗ جنس داغداغان‌ها∗ که می‌تواند میان ۲۰ تا ۲۵ متر ارتفاع پیدا کند. همان درخت تاگوک باشد یا از یک خانواده باشند.
هر دو درخت بیشتر به عنوان یک گیاه زینتی کاشت می‌شود زیرا در برابر آلودگی هوا مقاوم است و طول عمر زیادی دارد. رویشگاه هر دو نوع مناطق سنگلاخی و باغچه‌ها و ایوان‌های طبیعی است. همان‌طور که در جنوب خراسان و قهستان تاقوک درخت مقدسی است این درخت در فرهنگ ترکمن، نیز مقدس و محترم است. خراسانی‌ها و ترکمن‌ها چوب آن را به شکل خاص تراشیده و به گردن کودک می‌آویزند تا چشم نخورد. شکل صلیبی آن از قدیم نزد اقوام هندو ایرانی رایج بوده‌است.
نقش داغداغان هم برای جلوگیری از «نظر خوردن» در فرش ترکمنی بافته می‌شود.در بوانات فارس داغداغان کهنسال به ثبت ملی رسیده اند. 
به نقل از لغتنامه دهخدا، در گویش اصیل شمیران تهران به درخت داغداغان «ته» و در گویش مردم دیلمستان به داغداغان تادانه می‌گویند.

## جستارها
- درخت‌های مقدس
- داغداغان
- قلعه زیبد و در صوفه